# Korutany
Korutany či Korutansko (německy Kärnten, slovinsky Koroška) jsou spolková země na jihu Rakouska. Mají rozlohu 9 536 km², počet obyvatel se pohybuje kolem 557 000.

## Geografie
Hranici s Itálií a Slovinskem tvoří na jihu Karnské Alpy a Karavanky, od Solnohrad jsou na severu odděleny Vysokými Taurami. Na východě sousedí se Štýrskem a na západě s Východním Tyrolskem. Největší řekou je Dráva.
Hlavním městem země je Klagenfurt (Celovec), kde sídlí i nejvyšší legislativní orgán země, Korutanský zemský sněm a další zemské instituce; dalším významným městem je Villach (Bělák) – tato dvě města jsou ekonomicky silně propojena.
Většinu obyvatel tvoří německy hovořící skupina s jedinečným a jednoduše rozpoznatelným dialektem. Slovinská menšina, asi 25 000–40 000 osob, je soustředěna na jihovýchodě státu.

## Historie
Ve starověku bylo prvním státním útvarem na území dnešní spolkové země Korutany keltské království Noricum, které se kolem roku 40 n. l. přeměnilo na stejnojmennou římskou provincii. V Magdalensbergu a také v Teurnii u Lurnfeldu se tehdy nacházela střediska provincie. Po zhroucení západořímské říše (476) se v Noricu ještě nějaký čas udržel římský správní systém, který do určité míry přetrval až do příchodu Avarů a Slovanů.
Slované kolem roku 600 na území vytvořili vlastní knížectví Karantánii. Postupně se Korutany dostaly pod francký a bavorský vliv. V období mezi lety 743 a 907 tu panovali frančtí králové a císař z oblasti Korutan vytvořil součást Vévodství bavorského.
Samostatné korutanské vévodství vzniklo roku 976 díky císaři Otovi II. a bylo součástí Svaté říše římské. Rokem 976 začalo období svébytnosti Korutan, které trvalo až do roku 1335. V té době byly zakládány kláštery, stavěny hrady a opevnění. Prvním vévodou se stal Jindřich Mladší, syn Bertolda ze Schweinfurtu. Protože se však vzbouřil proti císaři, přišel o své vévodství a byl poslán do vyhnanství. Korutanské vévodství tak získal syn lotrinského vévody Kondráda Rudého a císařovy sestry Luitgardy, který se také jmenoval Oto. Ten se vlády ujal v roce 985. Poté císař Ludvík z Bavor (asi 1281–1347) převedl Korutany na Habsburky, kteří sjednocovali Rakousy, Štýrsko a Kraňsko.
V následujícím období až do 18. století byly Korutany vtaženy do osmansko-habsburských válek, selského povstání a trpěli také následky reformace a protireformace (1550–1648). Za vlády císařovny Marie Terezie (1717–1780) došlo ke konci 18. století k reformám, které omezily moc stavům a rolníkům právo na vlastnictví a také Korutany pozbyly svou správní samostatnost. Další útrapou ve vývoji země byly napoleonské války po roce 1797, které vyústily ve ztrátu horních Korutan ve prospěch Francie v roce 1809. Už roku 1813 byla země opět součástí habsburské monarchie. Po revolučním roku 1848 znovu získaly Korutany v roce 1849 správní samostatnost. Od roku 1867 až do 1918 byly vévodstvím v rámci Rakousko-Uherska.
Současné hranice získaly Korutany po ztrátě části území na jihu v důsledku řešení habsburského mnohonárodnostního státu po první světové válce. Od roku 1918 náleží malá část Korutan (Malborgheto-Valbruna a Tarvisio) k Itálii. Hranice mezi současným Rakouskem a Slovinskem byla stanovena v referendu 10. října 1920.

## Český název
V českých textech se název spolkové země vyskytuje ve dvou variantách: Korutany i Korutansko. Ústav pro jazyk český Akademie věd ČR uvádí v Internetové jazykové příručce poznámku s odkazem na standardizační příručku Index českých exonym z roku 2019. Název „Korutansko“ je závazný pro státní instituce. V ostatních případech lze užít výrazně frekventovanější název Korutany. Český úřad zeměměřický a katastrální uvádí v příručce Index českých exonym jen název „Korutansko“.

## Administrativní dělení
Spolková země se člení na 8 politických okresů (Bezirk) a dvě statutární města (Statutarstadt).

### Statutární města
- Klagenfurt (slov. a čes. Celovec)
- Villach (slov. Beljak, čes. Bělák)

### Okresy
- Spittal an der Drau (Špitál na Drávě)
- Hermagor (slov. Šmohor)
- Villach-venkov (Bělák-venkov, něm. Villach-Land, slov. Beljak-dežela/podeželje)
- Feldkirchen
- St. Veit an der Glan
- Klagenfurt-venkov (Celovec-venkov, něm. Klagenfurt-Land)
- Völkermarkt (slov. Velikovec)
- Wolfsberg

## Turistické atrakce
Hlavními turistickými atrakcemi Korutan je město Villach, velká jezera Wörthersee (slovinsky Vrbsko jezero), Millstätter See a Ossiachersee, dále jezera Faaker See (slovinsky Baško jezero) a Weissensee, národní parky v pohoří Vysoké Taury (hora Grossglockner) a Nockberge, dále Karavanky, Karnské, Gurktálské a Gailtalské Alpy, lyžařská centra Nassfeld (Mokrine), Hermagor (slovinsky Šmohor), Bad Kleinkirchheim a Heiligenblut, biskupská katedrála v Gurku, zámek Hochosterwitz, Porsche museum v Gmünd aj.